# Ilse Guerrero
Ilse Adriana Guerrero Rodarte (Guadalupe, Zacatecas, 24 de marzo de 1993) es una deportista mexicana especializada en atletismo. Integró la delegación mexicana en los Juegos Olímpicos de París 2024.

## Trayectoria
En los Juegos Panamericanos Lima 2019 obtuvo el cuarto puesto, con un tiempo de 1:30:54 en la prueba de marcha 20 kilómetros, justa que fue clasificatoria para los Juegos Olímpicos de Tokio 2020. Formó parte de la delegación mexicana en los Juegos Olímpicos de Tokio 2020, participando en la prueba de marcha 20 kilómetros, finalizando en posición 51.
Clasificó a París 2024 tras obtener una marca de 1:29:33 en Dudince 50, evento de marcha considerado oficial para acudir a la justa olímpica ocurrido el 16 de marzo de ese año.Finalizó en lugar 39 en la prueba de 20 kilómetros de París 2024 con un tiempo de 1:37:10.

## Premios y reconocimientos
- Premio Estatal del Deporte de Zacatecas, 2019.[7]

## Mejores marcas personales
| Mejores marcas personales                                                                             | Mejores marcas personales | Mejores marcas personales | Mejores marcas personales |
| Distancia                                                                                             | Tiempo                    | Lugar                     | Fecha                     |
| --- | ------------------------- | ------------------------- | ------------------------- |
| 10 km                                                                                                 | 54:30                     | Chihuahua, Chihuahua      | 15 de marzo de 2009       |
| 20 km                                                                                                 | 1h:29:33                  | Dudince, Eslovaquia       | 20 de marzo de 2021       |
| Las competiciones en pista vienen indicadas en metros y las que son en ruta se indican en kilómetros. |                           |                           |                           |